# Ирис Волф
Ирис Волф (на немски: Iris Wolff) е германска писателка от румънски произход, авторка на произведения в жанра социална драма и документалистика.

## Биография и творчество
Ирис Волф е родена на 28 юли 1977 г. в Сибиу, Трансилвания, Румъния. Прекарва детството си в Сибиу и в Семлак в Банат. През 1985 г. емигрира със семейството си в Германия. Следва немска филология, религиозни науки, както и графика и живопис в Марбургския университет. След дипломирането си, в периода 2003 – 2013 г. работи в Немския литературен архив в Марбах и изнася лекции по художествено образование, а в периода 2013 – 2018 г. е координатор на мрежата за културно образование във Фрайбург. В периода 2013 – 2015 г. участва в жури на конкурс за ученическо творчество. Провежда семинари по творческо писане за Австрийската библиотечна асоциация и други институции, и е в консултативния съвет на Фондация „Земя на децата“ в Баден-Вюртемберг. От 2018 г. се посвещава на писателската си кариера.
Авторка е предимно на романи и разкази. Първият ѝ роман, „Полукамък“, е издаден през 2012 г. Главната героиня, която търси своя професионален път след завършване на образованието си, се завръща на мястото на своето детство в Трансилвания след повече от 20 години, където се среща с мистериозната архитектура и богатото културно минало, приятелите от детството, спомените от житейската история, които и помагат в процеса на съзряване. Романът получава наградата „Ернст Хаберман“.
През 2017 г. е издаден романът ѝ „Преструвай се, че вали“, който е история за странно напрегнатата връзка между дома и свободата, която е особено позната на онези, които пътуват далеч от личните си карти. Романът получава литературната награда „Алфа“, наградата „Тадеус-Трол“, наградата „Награда Ото Щосл“ и наградата „Марилуизе Флайсер“.
През 2020 г. е издаден романът ѝ „Неясните очертания на света“. Действието се развива в Банат развива в периода между управлението на румънския крал Михай I и падането на режима на Чаушеску и завършва в съвременна Южна Германия, като представя света през очите на различни герои, които намират връзка помежду си, въпреки ударите на съдбата и разстоянията. Романът е номиниран за различни престижни награди и получава наградата „Мари Луизе Кашниц“, Евангелистката награда за книга, наградата на „ЛитераТур Норд“. През 2021 г. получава наградите Золотурн и „Айхендорф“ за цялостно творчество. Печели и много литературни стипендии.
Член е на международния ПЕН клуб в изгнание.
Ирис Волф живее във Фрайбург.

### Романи
- Halber Stein. Roman. Otto Müller Verlag, Salzburg 2012, ISBN 978-3-7013-1197-2 – награда „Ернст Хаберман“[1][3][5]
- Leuchtende Schatten. Roman. Otto Müller Verlag, Salzburg 2015, ISBN 978-3-7013-1228-3
- So tun, als ob es regnet. Roman in vier Erzählungen. Otto Müller Verlag, Salzburg 2017, ISBN 978-3-7013-1250-4 – роман в 4 разказа, награда „Алфа“
- Die Unschärfe der Welt. Roman. Klett-Cotta-Verlag, Stuttgart 2020, ISBN 978-3-608-98326-5 – награда „Мари Луизе Кашниц“
Неясните очертания на света, изд. „Аквариус“ София (2022), прев. Виолета Вичева
- Lichtungen. Roman. Klett-Cotta-Verlag, Stuttgart 2024, ISBN 978-3-608-12285-5

### Разкази (частично)
- Blätterfall (2013)[5]
- Haus mit Himmelsleiter (2015)
- Langsame Tage (2015)
- Blätterfall (2017)
- Drachenhaus (2018)

### Документалистика (частично)
- Auf der Breite eines Schermessers. Schillers Arbeit am Piccolomini-Manuskript (2009)[1][5]
- Literatur berührt. Kooperationen zwischen Schule und Museum am Beispiel der Marbacher Literaturschule LINA (2011)
- Ein dritter Raum. Lesereise in Rumänien (2018)
- Grashüpfer im Grenzraum (2021)